# 范文柄
范文柄（1901年—？），越南政治家，阮朝尚書副榜范文樹之子，曾任保大帝流亡香港时期的私人秘书，越南國時期出任靑年與體育部長、北越首憲。

## 生平
范文柄生於1901年，父親范文樹於成泰四年（1892年）考中庭試壬辰科副榜，後官至尚書。
范文柄在河內接受教育，起初從事銀行工作後離職照看父親的產業。1937年返回河內，從事報業工作。次年回到出生地太平建造房屋並開始做紡織生意。
在大叻會議（1946年）前，擔任越南民主共和國外交部長阮祥三的主要私人祕書。後被越盟政府派往重慶協助保大帝，保大派其向胡志明請求允許南芳皇后在內的保大的家人們前往重慶與其團聚。隨後范被越盟軟禁在了河內。1946年12月起，范先後被越盟羈押在多處集中營，最後於1947年10月在北𣴓被法國傘兵解救。
此後范文柄投身於越南北部的各類民族主義政治活動，1948年，前往香港擔任保大帝私人祕書，並於同年隨保大帝赴法。在巴黎停留三年後返回越南，出任越南國政府靑年與體育部長。1952年3月至11月任越南國北越首憲，後由阮有智接任該職。

## 個人生活
范文柄擅長打網球。